# Hażlach
Hażlach è un comune rurale polacco del distretto di Cieszyn, nel voivodato della Slesia.
Ricopre una superficie di 49,02 km² e nel 2004 contava 9 708 abitanti.